# Himerta atra
Himerta atra är en stekelart som först beskrevs av Joseph Augustine Cushman 1924.  Himerta atra ingår i släktet Himerta och familjen brokparasitsteklar. Inga underarter finns listade i Catalogue of Life.